# Mesura
La mesura es una cualidad caballeresca medieval que caracteriza a los castellanos desde que se plasma en el Cantar de mio Cid.

## Definición
El Diccionario de la Real Academia Española la define en primera acepción como "Moderación, comedimiento"  y antiguamente la identifica con la virtud de la "Templanza", una y la suprema de las cuatro Virtudes cardinales. Como tal consiste en el equilibrio que ostenta quien llena todas sus obligaciones sin pasarse de más ni de menos, esto es, en la acción prudente y comedida que hace al personaje servir de ejemplo para los demás constituyéndose en modelo de virtud o héroe, sin reprochar nada a nadie.

## Historia
Fue Ramón Menéndez Pidal, famoso editor del Cantar de Mio Cid, quien destacó en 1913 que la mesura, componente fundamental del realismo que impregna toda la poética de la narración, era el rasgo fundamental del carácter de Rodrigo Díaz de Vivar:

Se acierta a poetizar hondamente en el héroe el decoro absoluto, la mesura constante, el respeto a aquellas instituciones sociales y políticas que pudieran coartar la energía heroica [...] El héroe aparece revestido de elevación moral y de imponente mesura: la lucha de dos pueblos y dos religiones se consuma con la mayor energía y tolerancia.

En efecto, el Cid es víctima de la persecución injusta del rey y, al mismo tiempo, es leal y generoso con su perseguidor. Jamás le guerrea: "Con Alfons mi señor non querría lidiar". También Enrique Moreno Báez insiste en encontrar esta virtud, de origen cristiano, personificada en Rodrigo Díaz de Vivar y asociada estrechamente a la dignidad, el honor y la honra en el primero de los textos literarios de Castilla, el Cantar de Mio Cid. y Enric Mallorquí lo explica así:

Destaca en el Cid una cualidad por encima de todas. Se trata de la mesura, que afecta al Cid en todos sus aspectos (familiar, lidiador, buen señor feudal, etc.). La mesura, el comedimiento, el modesto dominio de sí, era, según la literatura cortés de la Edad Media, cualidad primordial para el caballero palaciego y enamorado, pero no lo era para el protagonista de los cantares de gesta, en los que la desmesura viene a ser la consagración del heroísmo. La epopeya ofrece abundantes ejemplos de violencia, atropello y guerra como enaltecimiento del vasallo rebelde, Fernán González, Girard de Roussillon, etc., pero en el Cantar, dejando a un lado las formas corrientes del género literario a que pertenece concibió a su héroe siempre fiel al rey que le destierra, como ya hemos advertido. Roland, en cambio, héroe mítico, deja desbordar la desmesura de su orgulloso pundonor, negándose a pedir auxilio a Carlomagno y sacrificando la vida de veinte mil franceses; el Cid, héroe humano, aparece siempre como dueño de sus más pungentes pasiones: "Fabló mio Cid, bien e tan mesurado  (v. 7)" la cólera no estalla jamás en su pecho.

La mesura refleja en el Cid no solo una opción ética, sino una cosmovisión determinada que responde a la tolerancia entre pueblos muy distintos que conviven o «espíritu de frontera», el que animaba a los colonos cristianos que poblaban las zonas de los reinos cristianos que limitaban con Al Ándalus. 

"Este espíritu se plasmó en los fueros llamados «de extremadura» a cuyos preceptos se ajusta el poema, tanto en la querella final como en el reparto del botín, a lo largo de las victorias cidianas. El norte de estos ideales de frontera lo constituye la capacidad de mejorar la situación social mediante los propios méritos, del mismo modo que el Cantar concluye con la apoteosis de la honra del Campeador, que, comenzando desde el enorme abatimiento inicial, logra ver al final compensados todos sus esfuerzos y desvelos".

Ya en la Crónica Najerense, el joven Rodrigo opone su mesura a las fanfarronadas del rey Sancho; esto perdura en el Cantar del rey don Sancho en el siglo siguiente y en el Cantar de las mocedades de Rodrigo primitivo el personaje se conduce con mesura y prudencia, y sólo en la refundición del siglo XIV y en algunos romances inspirados en ella surgirá la figura (más acorde con los gustos de esa época turbulenta) de un Rodrigo arrogante y rebelde, prototipo del vasallo díscolo de otros cantares de gesta sobre todo franceses. En el Cantar de mio Cid el personaje principal se enfrenta a la arrogancia del rey de los nobles de sangre (Conde don Remont, los Infantes de Carrión, el rey Búcar...). El Cid, como un moderno Job, nunca maldice contra las intrigas de sus enemigos e incluso se venga de una afrenta tan cruel como la realizada indirectamente contra él en la persona de sus hijas jurídicamente, a través de las Cortes de Toledo; no reúne a sus caballeros ni lanza un feroz ataque contra las posesiones de los infantes de Carrión y sus familiares matando a cuantos encontrase a su paso y arrasando sus tierras y palacios, sino que se vale del procedimiento regulado en las leyes para dirimir las ofensas entre hidalgos: el reto o desafío. Incluso cuando se escapa el león, el Cid respeta al animal y lo conduce a su jaula en vez de matarlo: todo ha de estar en su sitio. En vez de maldecir contra sus enemigos, exclama al principio del destierro:
Habló mio Cid bien y tan mesurado
-¡Gracias a ti, Señor, Padre que estás en lo alto!
¡Esto me han urdido mis enemigos malos!
Esto es, el Campeador agradece a Dios las pruebas a las que se ve sometido. Aun todos estos duelos / en gozo se tornarán y se muestra siempre positivo y optimista, mostrándose rebelde a la desgracia. Y así, cuando observa un mal agüero en su viaje hacia el exilio, no se desalienta, sino que exclama “¡Albricias, Álvar Fáñez, pues nos echan de la tierra!” La buena noticia es la misma del destierro, pues abre una nueva etapa de la que el Cid sabrá sacar partido, como después se verá de sobras confirmado.
Todavía a comienzos del siglo XV se consideraba a la mesura una virtud caballeresca castellana: Ruy Páez de Ribera compuso al respecto un Proceso que ovieron la soberbia e la mesura que se encuentra recogido en el Cancionero de Baena.